# Alicia Girón García
Alicia Girón García (1938 - 23 de febrer de 2020) va ser una historiadora i bibliotecària espanyola, coneguda per ser la primera dona a dirigir la Biblioteca Nacional d'Espanya (1990-1992).
Girón era llicenciada en Història. L'any 1969 va entrar a formar part del cos de Facultatius d'Arxius i Biblioteques de l'Estat. Entre 1979 i 1983 va ser directora de la Xarxa de Biblioteques Populars de Madrid. L'any 1983 va ser nomenada sotsdirectora General de Biblioteques del Ministeri de Cultura. Dos anys després, el 1985, va tornar al seu lloc com a directora de la Xarxa de Biblioteques Populars de Madrid. El 1987 es va convertir en directora del departament de Procés Bibliogràfic de la Biblioteca Nacional.
El 24 de maig de 1990, Girón es va convertir en la primera directora de la Biblioteca Nacional d'Espanya, posició que va ocupar fins al 9 de gener de 1992. Va substituir en el càrrec a Juan Pablo Fusi Aizpurúa. Mesos després, va ser nomenada directora de l'Hemeroteca Nacional d'Espanya. També va ser vicepresidenta de la Federació espanyola d'associacions d'arxivers, bibliotecaris, arqueòlegs, museòlegs i documentalistes (ANABAD) i membre del Grup de Treball d'Informació i Documentació de la Comissió Nacional d'Espanya de la Unesco, a més de presidenta de l'Associació d'Amics de la Biblioteca d'Alexandria.
Entre 1976 i 2015, va col·laborar com a autora i coautora en diverses publicacions professionals, articles en revistes, monografies, llibres i obres col·lectives.
Va ser la promotora de la llei que obliga a l'existència d'un servei de biblioteca en totes les poblacions espanyoles de més de 5.000 habitants (article 26.b de la Llei de Bases del Règim Local de 1985).
Es va jubilar el setembre de 2008, moment en el qual exercia com a directora de la Biblioteca Universitària de Las Palmas de Gran Canaria.